# Hermandad de los Desamparados (San Fernando)
Venerable y Gremial de Sanidad, Hermandad de Caridad y Cofradía de Penitencia del Santísimo Cristo de la Sangre, María Santísima de los Desamparados, Nuestra Señora de las Mercedes y Patriarca Bendito Señor San José es una asociación pública de la Iglesia en la que sus hermanos, trabajando unidos, buscan fomentar una vida más perfecta, ejercer la caridad y promover el culto público a Nuestro Señor Jesucristo, bajo la advocación del Santísimo Cristo de la Sangre; a la Santísima Virgen, bajo las advocaciones de María Santísima de los Desamparados y Nuestra Señora de las Mercedes y al Patriarca San José.

## Historia[1]
La historia de la Hermandad y Cofradía de los Desamparados la podemos clasificar en tres etapas:

### Etapa fundacional (1983 - 1985)
Febrero de 1983. Un grupo de fieles deseosos de servir a Dios y resaltar la figura de María Santísima como Madre de la Santa Iglesia, comienza las primeras gestiones para la fundación de la Hermandad y Cofradía. Efectuándose contactos con el Consejo Local de Hermandades y Cofradías, arcipreste de la Ciudad, Consejo Diocesano, párroco de San Francisco y Comunidad de Hermanas que regentaban entonces el Asilo de Ancianas de San José. Ese mismo año en agosto se eleva escrito al obispo de la diócesis Antonio Dorado, en solicitud de iniciar las actividades como Junta Pro-cultos de Nuestra Señora de los Desamparados y Santo Árbol de la Cruz de Nuestro Señor Jesucristo, que es como se llama al principio la Hermandad. Y su ubicación en la Capilla del Asilo de Ancianas de San José. El 14 de marzo de 1985 queda aprobada por parte del Obispado los estatutos provisionales presentados. Rosa María Palacio Valverde se convertirá en el primer presidente de la Junta Pro-cultos.

### Junta Pro-cultos (1985 - 1988)
En abril de 1985 el arcipreste de la Ciudad Rvdo. P. Ildefonso Pérez Alcedo, mediante documento cede por tiempo indefinido, la imagen de la Virgen de las Mercedes, autorizando su transformación en dolorosa, dada que por la vocación de acción social con que nace la Hermandad, le impedía disponer de fondos con que afrontar la realización de una imagen de la Santísima Virgen. Dicha conversión fue encargada al restaurador gaditano Mª del Carmen Ahumada Trigán. El día 1 de diciembre de 1985 sería una fecha clave para la historia de aquella joven Hermandad. Se rehabilita la Capilla del Hospital San José y se bendice la Imagen de la Santísima Virgen bajo la advocación de los Desamparados. En la Semana Santa de 1987 tiene lugar la primera Salida Procesional la Madrugada del Viernes Santo en la que el Santo Árbol de la Cruz, sale en un pequeño paso como Cruz de Guía. La Santísima Virgen de los Desamparados lleva manto morado en su paso de palio de color púrpura con bambalinas moradas.

### Hermandad (1988 - )
3 de agosto de 1988. Son aprobados los Estatutos y la Hermandad por el Obispado, ya con el título que ostenta hasta 2015 Venerable Hermandad de Caridad y Cofradía de Penitencia del Santísimo Cristo de la Sangre, María Santísima de los Desamparados y Patriarca Bendito Señor San José. Y la erección canónica en la Capilla del Antiguo Hospital de San José.
Por fin la tan ansiada imagen del Santísimo Cristo de la Sangre del artista isleño Dña Rosa María Palacio Valverde llega a la Capilla tras ser bendecida en la iglesia de San Francisco, un 3 de junio de 1990. Durante el Triduo cuaresmal del año 1995 se declara a María Santísima de los Desamparados como Madrina de la Asamblea Local de la Cruz Roja de San Fernando. Otra fecha muy esperada por los hermanos de esta Hermandad llegaría en 1997: el 2 de marzo se bendice la nueva y actual imagen de María Santísima de los Desamparados, de Dña Rosa María Palacio Valverde, hacedor de varias imágenes y restauraciones por toda la bahía de Cádiz.
A partir de este momento, dada la expresividad y la solemnidad que procesa ambas imágenes titulares, la Hermandad se impregnará de tintes más negros y fúnebres, dando lugar a la idiosincrasia de esta Hermandad hoy día. En la Semana Santa de 1998 se traslada el día de salida de la Madrugada del Viernes Santo a la solemnidad de la tarde-noche del Viernes Santo, siendo a su vez la última vez de la santísima Virgen saldría sola, pues al año siguiente, 1999, saldría por primera vez por las calles de la Isla la Imagen del santísimo Cristo de la Sangre.
En 2010 la Hermandad celebró su XXV Aniversario Fundacional. El 9 de septiembre de 2012 fue bendecida en la Capilla una antigua talla del patriarca Bendito San José ubicada en el Hospital de San José, restaurada para su puesta de nuevo al culto. Como último cambio importante para la Hermandad sería en 2015 cuando Ntra. Sra. de las Mercedes fue incluía al título de la Hermandad.

## Heráldica
El escudo está formado por la Santa Cruz, símbolo del cristiano, en color natural, rematada por unas cantoneras de color dorado y partiendo de ella un resplandor dorado, en su centro la Cruz de Malta, símbolo de Sanidad, en color blanco. A ambos lados de la cruz figuran dos cartelas. La derecha rematada por corona real, símbolo de la realeza de la Santísima Virgen de los Desamparados, el color de la cartela es dorado y el escudo o emblema tiene de fondo el color celeste y el corazón rojo, puñal plateado con empuñadura dorada, propia de la simbología agustina. La izquierda simboliza al Santísimo Cristo de la Sangre, lo remata una corona de espinas y los tres clavos en color natural y plata respectivamente, en el centro de la cartela figuran las cinco llagas de donde brotaron la Preciosísima Sangre de Nuestro Señor con fondo blanco. Entre ambas, el escudo mercedario. Debajo de las dos cartelas figuran la sierra de carpintero y las azucenas relativas al Patriarca Bendito Señor San José, también titular de esta Hermandad y Cofradía, en sus colores naturales. De las cartelas pende un listel con divisa en color blanco y el lema de la Hermandad y Cofradía en dorado: CHARITAS CHRISTI URGET NOS.

## Pasaje bíblico
Cristo muere en la Cruz bajo la atenta y dolorosa mirada de María Magdalena. Evangelio de San Juan, capítulo 19, versículos 33 y 34:
Pero, cuando se acercaron a Jesús y vieron que ya estaba muerto, no le quebraron las piernas, sino que uno de los soldados le abrió el costado con una lanza, y al instante le brotó sangre y agua.

## Titulares[2]

### Stmo. Cristo de la Sangre
Imagen de Cristo Crucificado, muerto y atravesado por el costado por donde brota Su Preciosísima Sangre. Obra de Dña Rosa María Palacio Valverde, se trata de una figura de tamaño más grande al natural (1,92 m) donde Cristo aparece clavado sobre Cruz arbórea después de la muerte. En ese momento se establece una relajación general de los músculos, si bien permanece la contractilidad de estos. A consecuencia de este estado de relajación los miembros descansan flácidos sobre el soporte en que se encuentran. Es el período inicial de una serie de fenómenos mortales y el momento final de la vida. El cuerpo muerto se desploma hacia delante ligeramente escorzado a la derecha, mientras las piernas, flexionadas, se desvían hacia la izquierda. La cabeza inclinada sobre el pecho, ojos entornados y mandíbula que cae por su propio peso. Hombro izquierdo luxado.
La policromía es al óleo con encarnación a pulimento. Tinte pálido amarillento por el cese de la circulación sanguínea y continuada perdida hemática a causa de los martirios de la pasión. Hipóstasis más intensa de color, por haber sido muerte violenta, en piernas y brazos de color azulados, así como ligeramente verdes en el vientre. Cubre su desnudez amplio paño de pureza sujeto con soga.
La imagen de María Magdalena se encuentra en posición semipostrada, a los pies del Santísimo Cristo de la Sangre, acompañando al mismo en su paso cada Viernes Santo. Muestra una expresión de llanto desconsolado.

### Mª Stma. de los Desamparados
Es una virgen de tipo clásico, edad madura, cansada y expresando un dolor contenido hacia su interior. A pesar de ello, mantiene la ternura y que eleva sus ojos al cielo, entregada a la voluntad de Dios, buscando una esperanza a su dolor de Madre. Una imagen que representa su entrega a la voluntad divina. Su rostro, inclinado hacia la izquierda con la mirada elevada discretamente hacia arriba, tres lágrimas en cada mejilla. Es obra también de Dña Rosa María Palacio Valverde, bendecida el 2 de marzo de 1997.

### Ntra. Sra. de las Mercedes
Antigua Imagen gloriosa que bajo la advocación de las Mercedes estuvo en la capilla del Stmo. Cristo de la Vera-Cruz; con posterioridad recibió culto, hasta mediados del presente siglo en la Iglesia Mayor de San Pedro y San Pablo.
En 1985, fue cedida a la Hermandad y Cofradía para que fuera adaptada en Dolorosa y hasta el año 1997, fue nuestra Titular bajo la advocación de María Santísima de los Desamparados. Una vez realizada la nueva Imagen de nuestra Titular, en el año 1997 se devuelve a sus propietarios. En el año 2002 vuelve a ser cedida por sus propietarios a la Hermandad y Cofradía para que restaurándose a su advocación primitiva reciba culto en nuestra Capilla, como así viene siendo desde el 24 de septiembre de 2003. Desde 2015 realiza su salida procesional cada 24 de septiembre.

### Patriarca Bendito Señor San José
Imagen dieciochesca de carácter itinerante de San José, de talla completa y dimensiones académicas, realizada en madera encarnada, estofada y policromada. Atribuida al imaginero genovés residente en Cádiz, Francesco Galleano. Fue realizado para el desaparecido Hospicio de San Juan de Dios y pasó posteriormente al Hospital de San José, regentando anteriormente por las Hermanas Carmelitas de la Caridad.
Morfológicamente representa a un hombre de mediana edad. Melena corta de mechones en forma de tirabuzón y barba bífida. La cabeza aparece levemente girada hacia la derecha en actitud de comunicación con el Divino Infante. El brazo derecho se separa del resto del cuerpo, proyectándose hacia el suelo. La pierna derecha se ve adelantada respecto a la izquierda, siendo visibles ambos pies. La vestimenta consta de túnico ceñido mediante cíngulo con lazado, abundancia de pliegues que resaltan el ademán caminante y capa recogida bajo el brazo izquierdo.

## Pasos procesionales[3]

### Paso de misterio
Diseñado en 1998 por D. Manuel Guzmán Bejarano y rediseñado a su muerte por su hijo D. Manuel Guzmán Fernández. La canastilla, de estilo churrigeresco, tiene unas formas sinuosas pero por planos. Las esquinas cuentan desde 2006 con imágenes de Santa Rosa de Lima (por la Caridad), San Francisco (Titular de la Parroquia), San Esteban (primer mártir de la Cristiandad) y San Lucas (por la Sanidad). La decoración de la canastilla se completa con ocho parejas de cabezas de ángeles.
Los respiraderos de estilo barroco presentan decoración frutal en las esquinas, sobre todo abunda la granada, símbolo al fin al cabo de la Hermandad. Sobre la canastilla se sitúa la crestería y juego de 4 jarras. La iluminación del paso consiste en seis brazos de luces, los de las esquinas con siete puntos de luz y los laterales con cinco puntos de luz. Se completaron los trabajos de talla en 2007 y en 2010 se estrenó el barnizado del paso, realizado en los talleres de Alfonso Gordillo (Sevilla). El llamador es una donación de los hermanos cargadores del Cristo del 2015. El paso salió por primera vez en el año 1999 y desde 2015 es usado para la salida procesional de Ntra. Sra. de las Mercedes.

### Paso de palio
El paso de palio cuenta prácticamente la evolución de la Hermandad desde que saliera por primera vez en 1987 en la Madrugada del Viernes Santo hasta hoy día en la tarde-noche fúnebre del Viernes Santo. Consta de respiraderos, obra de D. Luis Jiménez González en el año 1989, varales de D. Manuel de los Ríos Navarro (1997), candelería del mismo orfebre (1995), juego de seis ánforas (1992), ocho jarras y peana (1993), obras de D. José Brihuega.
Para este nuevo siglo, el paso de palio ha estrenado un juego de cuatro faroles entrevarales realizados en dos fases (2014 y 2015) por el taller del orfebre isleño D. Miguel Ángel Cuadros Belizón, así como el nuevo llamador donado por los hermanos cargadores de la Virgen en 2016.

## Naturaleza y fines
La Hermandad y Cofradía, sintiéndose integrada con características propias, en el único cuerpo de la Iglesia, tiene como misiones primordiales las siguientes:
- Fomentar el culto a Nuestro Señor Jesucristo, al que reconoce como único Señor de la Iglesia y a la Santísima Virgen reconociéndola como Madre de Dios, Inmaculada y Medianera Universal.
- Fomentar la práctica de la Caridad Fraterna, al reconocer la presencia de Dios en todos nuestros semejantes.
- Fomentar la penitencia, como arrepentimiento de nuestras culpas, con la firme voluntad de no recaer en ellas.
- La formación doctrinal y moral de los hermanos, bajo el Magisterio de la Santa Madre la Iglesia católica, apostólica y romana.
- La Acción Social activa dentro del seno de la Iglesia.
- El apostolado seglar como testimonio de nuestras creencias.

Y específicamente:
- Dar culto interno y externo a Nuestro Señor Jesucristo, bajo la advocación del Santísimo Cristo de la Sangre; a su Madre María Santísima, bajo las advocaciones de los Desamparados y de las Mercedes y al Patriarca Bendito Señor San José.
- Participar activamente con Caritas Parroquial en su atención al necesitado y muy especialmente en su faceta sanitaria.
- Contribuir a la formación cristiana y al perfeccionamiento espiritual de la sociedad, mediante la catequesis de jóvenes y adultos, así como fomentando entre nuestros hermanos un acercamiento al estudio de la Biblia y a la oración, conforme al plan que anualmente se establezca conjuntamente con el director Espiritual.
- Promover la justicia, la caridad y la solidaridad como signos de identidad de la Iglesia.
- Desarrollar conjuntamente entre los profesionales sanitarios un espíritu de entrega y desvelo hacía el hermano que sufre la enfermedad, en el que predomine ante todo los valores humanos e individuales de la persona.